# إيفان مارينو أوسبينا
إيفان مارينو أوسبينا (بالإسبانية: Roberto Suárez Gómez)‏، (16 أبريل 1940 - 28 أغسطس 1985) يطلق عليه زملاؤه «إيفان الرهيب». وهو فدائي كولومبي ومؤسس مشارك للحركة الثورية حركة 19 أبريل (M-19).